# Barbara Fantechi
Barbara Fantechi (1966) es una matemática italiana especializada en geometría algebraica. Es catedrática en la Escuela Internacional de Estudios Avanzados (SISSA) y miembro de la Academia Nacional de los Linces.

## Biografía
Fantechi se doctoró en 1988 en la Universidad de Pisa con Fabrizio Catanese,con la tesis Secanti di varietà proiettive e applicazioni.Fue profesora en la Universidad de Trento (1990-1999) y en la Universidad de Údine (1999-2002), y desde 2002 cuenta con una cátedra en la Escuela Internacional de Estudios Avanzados.
En 2018, Fantechi fue galardonada por la Academia Nacional de los Linces con el premio Profesor Luigi Tartufari,y en 2022 fue elevada a miembro de la Academia Nacional de los Linces, siendo la primera mujer matemática en recibir este honor.
Su área de investigación es la geometría algebraica; en particular, se especializa en la teoría de espacios modulares.

## Publicaciones
- Fantechi, Barbara; Göttsche, Lothar (April 2003). «Orbifold cohomology for global quotients». Duke Mathematical Journal 117 (2): 197-227. ISSN 0012-7094. S2CID 8407691. doi:10.1215/S0012-7094-03-11721-4.
- Fundamental algebraic geometry : Grothendieck's FGA explained. Barbara Fantechi. Providence, R.I.: American Mathematical Society. 2005. ISBN 0-8218-3541-6. OCLC 61362228.